# Campeonato Mato-Grossense Segunda Divisão 2019
In 2019 werd het vijftiende Campeonato Mato-Grossense Segunda Divisão gespeeld voor clubs uit Braziliaanse staat Mato Grosso. De competitie werd gespeeld van 7 juli tot 1 september en werd georganiseerd door de FMF. Nova Mutum werd kampioen.

## Eindstand
| Plaats | Club           | Wed. | W | G | V | Saldo | Ptn. |
| ------ | -------------- | ---- | - | - | - | ----- | ---- |
| 1.     | Poconé         | 4    | 3 | 1 | 0 | 6:2   | 10   |
| 2.     | Cacerense      | 4    | 1 | 2 | 1 | 4:4   | 5    |
| 3.     | Nova Mutum     | 4    | 1 | 2 | 1 | 4:4   | 5    |
| 4.     | Grêmio Sorriso | 4    | 0 | 3 | 1 | 5:7   | 3    |
| 5.     | Ação           | 4    | 0 | 2 | 2 | 1:3   | 2    |

|  | Geplaatst voor tweede fase |

## Tweede fase
In geval van gelijkspel worden strafschoppen genomen, tussen haakjes weergegeven.
|  | halve finale   | halve finale | halve finale | halve finale |  |            | finale | finale | finale | finale |
|  |                |              |              |              |  |            |        |        |        |        |
|  |                |              |              |              |  |            |        |        |        |        |
|  | Grêmio Sorriso | 1            | 1            | 2            |  |            |        |        |        |        |
|  | Poconé         | 4            | 1            | 5            |  |            |        |        |        |        |
|  |                |              |              |              |  | Poconé     | 0      | 2      | 2      |        |
|  |                |              |              |              |  | Nova Mutum | 4      | 2      | 6      |        |
|  | Nova Mutum     | 0            | 1            | 1 (5)        |  |            |        |        |        |        |
|  | Cacerense      | 0            | 1            | 1 (3)        |  |            |        |        |        |        |

## Kampioen
| Campeonato Mato-Grossense de 2019 - Segunda Divisão |
| Mato Grosso                                         |
| --------------------------------------------------- |
| NOVA MUTUM Kampioen (1e titel)                      |